# Pablo Ricardi
Pablo Ricardi (ur. 25 lutego 1962) – argentyński szachista, arcymistrz od 1997 roku.

## Kariera szachowa
Od połowy lat 80. XX wieku należy do ścisłej czołówki argentyńskich szachistów. Pomiędzy 1984 a 2006 rokiem jedenastokrotnie reprezentował swój kraj na szachowych olimpiadach oraz dwukrotnie w drużynowych mistrzostwach panamerykańskich, w których zdobył 4 medale: złoty (1985) i srebrny (1995) wraz z drużyną oraz dwa złote za uzyskane wyniki indywidualne. Jest pięciokrotnym indywidualnym mistrzem Argentyny, złote medale zdobył w latach 1994, 1995, 1996, 1998 i 1999. Oprócz tego w mistrzostwach swojego kraju zdobył medal srebrny (2005) oraz brązowy (1986).
W 1987 zdobył w La Paz tytuł mistrza państw panamerykańskich, w 1996 triumfował (wraz z Hugo Spangenbergiem) w turnieju Clarin w Villa Gesell, natomiast w 1999 wystąpił w Las Vegas w mistrzostwach świata rozegranych systemem pucharowym, przegrywając w I rundzie z Jonathanem Speelmanem. W 2003 triumfował w otwartym turnieju w Buenos Aires, w 2006 ponownie zwyciężył w tym mieście oraz podzielił I miejsce w Santiago. W 2007 podzielił II miejsce w turnieju strefowym (eliminacji mistrzostw świata) w Potrero de los Fune.
Najwyższy ranking w karierze osiągnął 1 stycznia 1997, z wynikiem 2575 punktów zajmował wówczas 1. miejsce wśród argentyńskich szachistów.